# جنیفر گریسون
جنیفر گریسون (متولد ۲ آوریل ۱۹۶۲) سیاستمدار آمریکایی حزب دموکرات از ماریتا، اوهایو است. وی از سال ۲۰۰۵ تا ۲۰۱۰ نماینده ناحیه ۹۳ در مجلس نمایندگان اوهایو بود که شامل شهرستانهای گرنزی، مونرو و نوبل، بیشتر شهرهای واشینگتن و بخشی از شهرستان ماسکینگوم، که همه آن‌ها در جنوب شرقی اوهایو اند، بود.